# East African Breweries

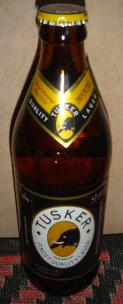
En flaska Tusker.

East African Breweries Limited (EABL) är ett östafrikanskt bryggeri med rötter i Kenya Breweries, grundat 1922, och med huvudkontor i Nairobi. I dag ingår Kenya Breweries som en del i EABL, tillsammans med Uganda Breweries, Central Glass, Kenya Maltings och kenyanska United Distillers and Vintners.
Företaget har sitt huvudkontor i Kenya.

## Ölmärken
- Tusker, Kenya, är bryggeriets mest kända öl
- Uganda Waragi, Uganda